# Сибирский зональный научно-исследовательский и проектный институт
Сибирский зональный научно-исследовательский и проектный институт (СибЗНИИЭП) — проектная организация, основанная в 1963 году. Головной офис расположен в Ленинском районе Новосибирска.

## История
В 1963 году на базе Западно-Сибирского филиала Академии строительства и архитектуры СССР был организован институт — структурное подразделение Госстроя СССР.
В 1993 году организация была акционированна.
По данным на 2002 год институт находился под управлением Госстроя России.

## Деятельность
В Новосибирске институт разработал проекты жилых и общественных зданий: театр «Глобус», здание областной администрации, ДК имени Чкалова, гостиницы «Новосибирск» и «Турист», жилмассивы из крупнопанельных зданий, кирпичные и монолитные дома. В 2013 году по проекту СибЗНИИЭП на Станционной улице (Ленинский район Новосибирска) началось строительство Головного расчетно-кассового центра Банка России.
Также институт занимался проектированием в других городах: Красноярске, Хабаровске, Нижневартовске, Усть-Илимске, Ноябрьске, Братске.

## Руководители
В разный период институтом руководили П. И. Отурин (1963—?), В. Г. Терехин, Ю. М. Кузин, А. Н. Нагорнов, И. М. Головачёв. По данным сайта компании в 2018 году организацией руководил Сергей Фёдорович Траутвейн.